# فرودگاه کراسنویشرسک
فرودگاه کراسنویشرسک فرودگاهی عمومی واقع در کراسنویشرسک در کشور روسیه است.